# 霊子甲冑
霊子甲冑（りょうしかっちゅう）とは、ゲーム『サクラ大戦シリーズ』に登場する架空の兵器で、装甲倍力動甲冑の一種。

## 概要
サクラ大戦シリーズの世界には、蒸気動力で駆動するスチームパンクの産物で、人型蒸気と呼称される亜人間型重機（パワードスーツの一種）が存在しており、霊子甲冑はその発展、改良型。日本陸軍対降魔部隊に所属していた山崎真之介少佐の草案を元に開発された。
全高は3m前後（可変戦闘機の「STAR V」を除く）。動力は蒸気併用霊子機関を利用しており、霊子機関に内蔵されている霊子水晶の起動には搭乗者の霊力が必要とされるため、操縦者は強い霊力を持つ人間に限定される。強い霊力を持っている者が特に若い女性に多いためか、操縦者には女性が多い。霊子甲冑の操縦が可能なレベルの強い霊力を持つ男性は大神一郎と大河新次郎の2名（ただし、性別不詳の九条昴を除く）が確認されているのみである。
装甲の材質には鉄と鉛の特殊な合金であるシルスウス鋼が使用されている。このシルスウス鋼は南北戦争時、南軍によって行われた呪術による部落殲滅作戦での唯一の生存者である乳児が隠れていた（両親によって隠された）農業用蒸気トラクターのトラクションエンジンに使用されていた材質の解析によって開発された合金素材で、外部からの霊力を遮る一方、搭乗者の霊力の媒介となる性質がある。霊力により通常兵器を凌駕する霊子甲冑を使用した部隊運用は、対妖力・対魔物迎撃に特化した都市防衛のみに限定されているが、欧州大戦ではシルスウス鋼で覆われた対妖力・防弾力の高い人型蒸気が塹壕陣地を突破するなど、兵器として本格的に運用された。
操縦者は機体の腕部に腕を通し、機体の上腕にある操作グリップを操り腕や武器･装備の操作を行う（TVアニメ版では、搭乗員の目前に計器と共にレバー類が並んでいる）。華撃団の中にはアイリスの様な小柄な隊員もいるが、彼女達の機体は非接触性という別の操縦形式を採用している。光武／光武改は、操縦者の動きをトレースする操縦形式を採用している。その発展形である光武Fではパイロットスーツと機体内のセンサーを通して運動神経等の微妙な変化をフィードバックさせる補助システムが用いられ、更に複雑な動きをする際はフットペダル等を用いる仕組みとなっているため、操縦自体はそれ程難しくなく、操縦訓練を受けていない搭乗者がいきなり実戦参加した例もある。上野での戦闘で光武に初めて触れた大神も、その操縦の容易さを喩えて｢鎧か何かのようだ｣と言った。
パイロットスーツは基本的に各機種ごとに専用のデザイン（ただし、各搭乗者のパーソナルカラーの上着と白いズボンという点は統一されている）が設定され、各搭乗者のサイズに合わせて1着ごと仕立てられている。霊子機関への霊子供給用コネクタが標準装備されているものの、異機種間の互換性がほとんど見られないことから、このパイロットスーツも霊子甲冑の一部品として構成されているワンオフ的なものと思われる。
素体となる機体本体に、各操縦者ごとの特性に応じた追加装備を施すというスタイルが基本だが、市街他での戦闘がメインとなるため、銃火器を装備した後方支援型の機体より、刀剣類を装備した白兵戦仕様の機体が多いのも特徴の一つといえる。
その後、太正19年に勃発した「降魔大戦」における華撃団の功績が認められて発足した国際機関「世界華撃団連盟（WLOF）」は、霊子甲冑をベースに新たな霊的戦闘兵器として「霊子戦闘機（りょうしせんとうき）」の基礎フレームワークを開発。霊子戦闘機は、従来の霊子甲冑よりも小型化・高出力化および起動・操縦に要する霊力の低減に成功。結果、世界各地の華撃団の主力機体として採用され、太正29年時点で、霊子甲冑は、霊的戦闘兵器としては旧式となっている。

## 蒸気併用霊子機関
霊力を物理エネルギー（霊子力）へ変換する霊子機関に加え、蒸気機関を副機関に置いたシステム。霊子機関の出力の高さと、蒸気機関の安定的制御の両方を兼ね備えている。

## 最初の人型蒸気
スタア
南北戦争での戦訓をもとに米国で開発された、世界初の人型蒸気。しかし、背後に巨大な蒸気機関を背負ったトップヘビーの設計で機体バランスは極めて悪く、数歩歩いただけで転倒するなど実用機とは言い難かった。
後に機体バランスを改善（脚を取り外し、代わりに装甲車として改造）した世界初の実用機「スタア改」が米軍に配備されている。後に開発される人型蒸気の基礎となった機体。

## 欧州大戦時の人型蒸気

### ドイツ
アイゼンゾルダートI
車輪（ゴムタイヤ）駆動の乗員3名（操縦手＋砲撃手2名）
「鉄の兵士」という意味の名を持つドイツ製人型蒸気。大型、重装甲のわりに平地での移動力は高かったが、この頃の人型蒸気はまだ歩兵の支援が主だった。大戦初期は圧倒的な戦果をあげたが、塹壕戦には不利で次第に後手へと回っていった。
アイゼンゾルダートII
二足歩行　乗員1名
アイゼンゾルダートIの後継機。欧州大戦の最高傑作といわれるドイツ軍主力人型蒸気。車輪やキャタピラでは対応しきれない起伏に富んだ場所でも活動し、さらに腕が自由に使え、銃火器や、剣、ランス、盾、手榴弾などバリエーションに富んだ武装の使用が可能になった。
アイゼンリーゼI、II
二足歩行　乗員2名（操縦手＋砲撃手）
「鉄の巨人」という意味の名を持つドイツ製人型蒸気。その名の通りアイゼンゾルダートIIの2倍以上の大きさを誇り、欧州大戦最大の「戦線突破用重装甲人型蒸気」。ライフル弾を弾く異様な重装甲やその攻撃範囲から「移動トーチカ」とも呼ばれ恐れられた。
アイゼンゾルダートβ
二足歩行　乗員1名
ドイツの秘密結社ブルーメンブラットが開発を進めていた人型蒸気。蒸気併用霊子機関を搭載した世界初の人型蒸気として製作されたが、日本の霊子甲冑のような完成度には達せず、組織の解体と同時に開発計画も中止されたため、結局日の目を見ることはなかった。
アイゼンクライトI
二足歩行　乗員1名
ドイツのノイギーア社が開発した「鉄のドレス」という意味の名を持つ欧州星組の霊子甲冑。かなりの重量の重装甲機だが、操縦者の霊力を利用した高出力の霊子機関により高い機動性を確保している。欧州星組はこの機体で多大な戦果を挙げ、そのデータは後の霊子甲冑の製作に大きく貢献することになった。
『サクラ大戦 〜熱き血潮に〜』にて欧州大戦に参加している描写がある。
アイゼンギガント（T式34型）
蒸気浮遊推進式駆動（ホバー走行）　乗員数2名（操縦手＋砲手）＋1名（蒸気連動回路）
ロシアが開発した「T式34型」という試作霊子機関搭載型の人型蒸気だったのだが、ドイツ軍に鹵獲され「アイゼンギガント」という名称を付けられた。
霊力と蒸気機関とを連動させるために、霊力を有する人間を「回路」として取り込むことで稼動する。「回路」にされた人間は意識を失った状態で完全に機体の一部と化しており、その寿命は（機体稼動時間などにも左右されるだろうが）およそ1週間ほどだとされる。
アイゼンリーゼIIを超える巨体に百ミリ砲、ロケット弾を装備した恐ろしく重武装な機体であった。開発されてから戦後数十年にわたって表舞台に出ることは皆無に近く、「架空の兵器」として存在が噂される程度だったが、後年になるまでT式34型とアイゼンギガントが同一の機体であることすら判明していなかった。

### イギリス
セイバー
キャタピラ駆動、乗員1名（操縦手兼砲撃手）
イギリス製人型蒸気。他の人型蒸気より小型で生産数も少なかったが、キャタピラ駆動による高い機動性を誇り、A型は対人型蒸気用ライフルを装備し、信頼性の高さと修理の容易さから名機と呼ばれた。
B型は自在腕が機体上部に付けられ、主に鉄条網破壊や機体回収などに用いられた。C型は側面に両腕の付いた工作型。B/C型の武装は自衛用の機銃のみで戦闘には不向きだったため、主に後方支援を中心に用いられたものと思われる。
スピリットTypeB
二足歩行　乗員1名
「長槍」の異名をとった銃剣つき対人型蒸気ライフルがシンボルとなっている。試作機であるTypeAを基本に、B（量産型）、C（士官用）、D（砲撃型）、E（偵察型）、G（試作飛行船空挺型）、H（山岳型）、M（揚陸型。スクリュー装備）など多彩なバリエーションを誇った。

### アメリカ
スタアII
高性能車輪（金属タイヤ）駆動　乗員2名（操縦手＋砲撃手）
同時期の他の機体に比べて高い馬力と火力を有し、スパイク付き金属タイヤで悪路にも対応できたが、故障も多く燃費も悪かった。
欧州大戦中に最も大量に生産されたが、前線に投入されたときには旧式化しており、数で圧倒する戦法を取るしかなかった。
フランスにも輸出され、「エトワール」として制式採用されている。
スタアIID
キャタピラ駆動　乗員2名（操縦手＋砲撃手）
スタアIIDの車輪をキャタピラに換装した機体で大戦後期に最大の生産数を誇ったが、数に頼る戦法は変わらなかった。左腕が自在腕になっている。武装を換装した派生型も多い。
フランスにも輸出され、「エトワール・改」として制式採用されている。
スタアIII〜IV
二足歩行　乗員1名
アメリカは二足歩行タイプの人型蒸気開発に遅れた上に、III型は未完成で使い物にならなかった。終戦間際に改良IV型が送られてきた際には「遅れてきた名優（名機）」と皮肉られた。左手が自在腕となっている。

### フランス
エトワール
スタアIIの輸入型。
エトワール・改
スタアIIDの輸入型。
ヌーベル・エトワール（エトワールIII）
二足歩行　乗員1名
フランス初の純国産人型蒸気。運動性に優れ、軽快な動きが特徴。白兵戦用の盾を装備している。開発名は「エトワールIII」だが、「ヌーベル・エトワール」の呼び方の方が浸透した。
カレーシュ
キャタピラ駆動　乗員1名
フランス軍の兵員輸送用人型蒸気。

### 大日本帝国
菖武
二足歩行　乗員1名
大日本帝国で秘密裏に開発された日本製実験機の暗号名。非公式の実戦試験が実施されたという話もあるが、詳細は不明。名称には軍部や設計者の暗喩が込められていると言われる。
桜武
神崎重工製の子型霊子甲冑。神崎重工が最初に開発した霊子甲冑。
霊子甲冑を操縦できる適任者、即ち高レベルの霊力を持つ人間の条件を調査するために開発された。
起動実験に参加したテストパイロットは誰も動かすことが出来なかったが、神崎家の令嬢・神崎すみれの強い霊力を受け、暴走した。それを見た開発者達がすみれをテストパイロットに起動実験を行ったところ、実験は成功。これにより、若い女性・少女が霊子甲冑の操縦者に適任と判明した。
三色スミレ
桜武を改良した機体で、日本初の量産型霊子甲冑。丑型霊子甲冑。
開発協力者である神崎すみれの名をとって名づけられたもので、それぞれ白、黄色、紫色の3機が製造された。
神崎重工によって完成記念披露パーティが盛大に催され、この時に公開された。これら3機の稼動データを基に光武が開発されることになる。
漫画版では、黄昏の三騎士との戦いにおいて大破した光武の代わりとして、神崎重工から帝国華撃団に借用され実戦投入される。実験機ではあるが光武と同じように必殺技を出すことが出来る。光武とは操作系統が異なるらしく、久しぶりに搭乗したすみれが操作方法を忘れていたため一時的に暴走を引き起こした。

## 華撃団が装備・運用する霊子甲冑

### 帝国華撃団
光武
神崎重工製の虎型霊子甲冑。全高2428mm。乾燥重量674kg。限界稼働時間は2時間。『サクラ大戦』、『サクラ大戦 〜熱き血潮に〜』にて登場。
日本初の軍用霊子甲冑。短期決戦型治安維持・対降魔戦闘兵器として開発され、帝国華撃団・花組に計7機配備されている。『サクラ大戦』第1話から登場。黒之巣会を打倒した後、第8話で復活した降魔との明冶神宮における戦闘で大破。しかし機体の完成度は非常に高く、その後も本機の改良型が用いられ続けている。
ゲーム第一作やアニメ、漫画においては各機とも本体部分は外見上ほぼ共通で、武装とカラーリングが異なるのみだが、リメイク版『熱き血潮に』では各搭乗者の戦闘スタイルに合わせてカスタマイズされた状態で登場し、『サクラ大戦4』の光武二式に近い形状となっている。
アニメ版では機体後部についていたマフラーが腰から伸びていたり、脚部から蒸気を噴出し高速移動できるなどの違いがある。
光武・改
神崎重工製の改良型虎型霊子甲冑。全高2532mm。肩高1875mm。乾燥重量728kg。『サクラ大戦2』、『サクラ大戦3』にて登場。
『サクラ大戦』における降魔との戦いで大破した光武を改修した機体。蒸気併用霊子機関（改良型）を搭載し、限界稼働時間は3時間に延長されている。外見的には機体後部のマフラーが4本から6本に増えているのが特徴。機体性能が際立って優れているわけではないようだが、霊力の変換効率が極めて高く、乗り手の霊力次第ではスペック以上の性能を発揮することが可能。
『サクラ大戦2』第1話から登場し、第8話で後継機の天武と交代するが、第11話で天武の使用が停止されたため戦線復帰。長い戦いにより霊力が高まった華撃団メンバーが搭乗した光武・改は天武以上の戦闘能力を発揮した。その後も『サクラ大戦4』開始直前で光武二式に改修されるまで使用を継続された模様。他の霊子甲冑が数ヶ月で破棄若しくは交代する中で、この機体だけが約2年に渡り使用されたという事実が（操縦者の能力の高さを含めた）機体の完成度の高さを物語っている。
『サクラ大戦3』では巴里に輸送されたさくら機、すみれ機、アイリス機が登場。数値上のスペックでは勝る光武Fにも劣らぬ活躍を見せ、シゾーもしくはピトン（選択肢によって変化）を撃破している。
『サクラ大戦 活動写真』では性能向上（外見上の変化はカメラアイの色の上下逆転や、マフラーを4本に変更）を中心としたメンテナンスが行われ、背面のタービン部分に紅蘭が開発した蒸気ブースターが取り付けられている。
光武二式
神崎重工製の改良型虎型霊子甲冑。全高2562mm。肩高1912mm。『サクラ大戦4』、『チェインｓ』とのコラボにて登場。
光武・改を改修した機体で、現段階における光武系霊子甲冑の最終モデル。蒸気併用霊子機関「栄華」を搭載し、限界稼働時間は10時間と光武・改の3倍以上に延長されている。巴里華撃団の光武F2の設計思想も取り込み、各隊員毎のカスタマイズが図られたため各機の形状がかなり異なる。共通する特徴としてはボディに入る金色のライン（アイリス機のみ銀色）と2基に増えた頭部エアインテイクがある。大神機は作中のハクシキ戦で大破するが、エンディングでは既に修理が完了しており、整備性も高いようである。
なお、第一作のリメイク『熱き血潮』では各隊員の光武は光武二式と同様のカスタマイズが施されている（金色のラインや頭部パーツなし、機体後部のマフラーが4本等の相違あり）。
大神機
乾燥重量：813kg　出力：813hp　武装：大太刀×2
さくら機
乾燥重量：783kg　出力：830hp　武装：大刀×1
すみれ機
乾燥重量：813kg　出力：800hp　武装：長刀×1
マリア機
乾燥重量：813kg　出力：765hp　武装：12㎜機関銃×2、20㎜機関砲×1、20㎜狙撃ライフル×1
アイリス機
乾燥重量：813kg　出力：695hp　武装：なし（攻撃は搭乗者の霊力による）
紅蘭機
乾燥重量：783kg　出力：895hp　武装：二連装蒸気ランチャー×4、四連装蒸気ランチャー×2
カンナ機
乾燥重量：813kg　出力：922hp　武装：蒸気クロー×2
織姫機
乾燥重量：813kg　出力：949hp　武装：霊子レーザー発振器×2
レニ機
乾燥重量：813kg　出力：909hp　武装：シュトゥームランス×1

三式光武
「降魔大戦」での帝国華撃団消滅後、その再結成に合わせて、神崎重工が霊子戦闘機へのフレームワーク移行の円滑化を図るために開発した機体。『新サクラ大戦』に登場。
光武二式をベースに、装甲にシルスウス鋼・真銀・アルミニウムを多重積層化したアンシャール鋼を採用し軽量化に成功。新型の霊子核機関も搭載され、完全固定式だったコックピットのハッチの役割を果たす前面装甲は、機体の動作に連動して動くようになり、これまでよりも多様な動きが可能になった。ただし、フレームの基礎構造自体は光武二式からほぼ変わっておらず、霊子過給機も搭載していない。そのため、出力や霊力効率といった基礎性能は霊子戦闘機に劣っており、『新』の時点で霊的戦闘兵器としては旧式。
本来は「光武三式」と命名される予定だったが、霊子戦闘機への移行を視野に入れて開発されたことから、光武を開発するためのプロトタイプとして製造された三色スミレにちなみ、「三式光武」と命名された。
三式光武・改
『新』での戦いで大破した天宮さくらの三式光武を、新規パーツを組み込んで修復・改良した機体。『新サクラ大戦 the Animation』に登場。
基本的にさくらは無限に搭乗しているため、この機体は予備機扱いとなっている。
セパストーポリでの戦闘で蒸気配管が断裂して戦闘不能となり、搭乗していたさくらは試製桜武に乗り替えた。
神武
神崎重工製の卯型霊子甲冑。全高3507mm。重量2520kg。『サクラ大戦』、『サクラ大戦 〜熱き血潮に〜』にて登場。
大破した光武に替わり、帝国華撃団・花やしき支部と李紅蘭が開発した機体。霊子機関を2基直列で搭載し、光武の約4倍の重量と約8倍の出力を持つ。
『サクラ大戦』第8話で光武に代わる花組使用機となる。強力な機体だが維持にかかるコストが非常に高い上に、サタンとの戦いでかなりの損傷を負い、機体の維持管理が困難になったため運用が中止され、光武・改と交代することとなった。
光武と同様、ゲーム第一作その他では各機の本体に外見上差異は見られないが、『熱き血潮に』では光武以上に各隊員の個性・能力に合わせたカスタマイズが施され、脚部の存在しないアイリス機や脚部がキャタピラとなった紅蘭機等、人型から外れた規格外の機体も存在する（アイリス機と紅蘭機以外は光武二式に似通った点が見られる）。
漫画版では設定が大幅に変更されている。神崎重工での起動実験の際には、テストパイロットである紅蘭の霊力を強制的に吸収し、紅蘭が意識を失った後にも勝手に動き出すという暴走事故を引き起こした。この暴走は当初、山崎真之介による設計ミスが原因だと考えられていたが、実際は降魔戦争時に現れた巨大降魔に対抗するために山崎が仕組んだ「搭乗者の命を犠牲にして莫大な力を引き出す」というブラックボックス化された機能が発動した結果であり、この機能こそが山崎が光武の設計後に程なくして神武を設計した理由であった。「命を犠牲に力を引き出す」という点が魔神器と共通しており、紅蘭が見た夢の内容が正しければ、一撃で巨大降魔を消滅させるという魔神器に匹敵するほどの驚異的な破壊力を誇る。ただしあまりにも危険すぎる力のため、この機能は紅蘭によってオミットされた。起動実験に使用された1機が紅蘭機としてカスタマイズされ、他の隊員の神武に先駆けて帝国華撃団に納入された。
天武
神崎重工製の辰型霊子甲冑。全高3775mm。重量3652kg。『サクラ大戦2』にて登場。
山崎真之介の草案を基にしていた従来の霊子甲冑とは異なり、帝国華撃団・花やしき支部と李紅蘭が一から設計した完全なオリジナル機体。蒸気併用霊子機関「三型」を採用。これにより、搭乗者の霊力のみならず、都市自体の持つ地脈の力「都市エネルギー」を動力に変換することが可能となり、これまでに無い高出力を誇る。
『サクラ大戦2』第8話で登場。刀剣による斬撃の際にはビームサーベルのようなエフェクトが出ており、高出力がうかがえる。しかし第11話で京極慶吾によって開放された過剰な都市エネルギーの影響を受け、制御不能・暴走の危険があるため運用を中止。再び光武・改が投入されることとなった。
双武
神崎重工製の巳型霊子甲冑。全高4123mm。重量4125kg。出力2600hp×3。『サクラ大戦4』にて登場。
華撃団の最終決戦兵器と称される大型機。天武同様、帝国華撃団・花やしき支部と李紅蘭が設計。天武の「三型」より出力を落とした蒸気併用霊子機関「三型・改」を3基搭載し、搭乗者2名で制御する。日本では唯一の複座型霊子甲冑。
大神華撃団に配備されたこの機体は、大神一郎隊長ともう1人の副操縦士が乗り込み、2人の霊力の波動を調和させることで、暴走の危険のある霊子核機関の制御を可能とした（調和しなければ搭乗者の精神が破壊される危険があった）。大神の搭乗を想定して2本の大太刀を装備。機体色は白だが肩や手足などは副操縦士に選んだ隊員のイメージカラーになる。
決戦兵器という位置付けらしく実際に運用された機会は少なく、蒸気暴走事件が解決した後、大神は修理が完了した光武二式を使用している。
アイゼンクライトIII型（クロイツ）
独・ノイギーア社製の霊子甲冑。全高3132mm。重量1471kg。『サクラ大戦2』、『活動写真』にて登場。
治安維持 / 対妖魔戦闘を目的とした霊子甲冑。3機の霊子機関を背中のターレットを介して切り替えることにより連続した高出力運転が可能となっているが、操縦者にかかる負担も大きく、構造も複雑なため整備も難しいという欠点もある。クロイツ（独語で十字架）の名の通り、十字型に移動するカメラアイが特徴。
『サクラ大戦2』第1話より登場。元・星組隊員であるソレッタ・織姫およびレニ・ミルヒシュトラーセが使用する。機体性能自体は光武・改より上らしい（ゲーム中では移動力が高い）。第8話で天武と交代し、第11話以降は織姫、レニも光武・改に乗るが機体の保管はされていた模様。
『活動写真』では花組に加入したラチェット・アルタイル機に加え、ラチェット参加後の戦闘で光武・改が破損した織姫とレニも再度アイゼンクライトを使用している。また終盤、光武・改と同じく蒸気ブースターで強化された。
光武二式 SS型
『サクラ革命』に登場。
霊子甲冑「光武二式」真宮寺さくら機のレプリカで、太正10年代に帝都を降魔から守り抜いた帝国華撃団の隊員達の偉業を称えて、大帝国劇場のロビーに展示されていた。
「帝都大厄災」で新たな魔の存在・降鬼が出現した事に伴い実戦投入が決定されたが、搭乗者として予定されていた咲良なでしこには、その時既に霊力が常人と同程度しかない事が判明。そこで、当時の整備班であった丸らによって高度に小型集積・高性能化された独自の蒸気併用霊子機関を搭載する事で解決している。
これの存在を知った帝国最高技官・サマエルはこれを解体しようとしていたが、それを知った大勢の大帝國華撃団B.L.A.C.K.メンバーから猛反対に遭い（B.L.A.C.K.メンバーには、初代帝国華撃団の活躍に憧れて入団した者も多く、この機体もまた初代帝撃の栄光の象徴として、彼女らに尊敬の念でみられていた）、解体は中止。新帝國劇場の地下に保管されていたが、帝国華撃団と帝国政府との決戦において、再びなでしこが搭乗する。

### 巴里華撃団
光武F
全高2592mm。肩高2005mm。『サクラ大戦3』にて登場。
光武・改のデータを参考にシャノワール整備班が機体本体を、神崎重工が蒸気霊子機関を製作した、フランス・日本の合作機体。新たに開発された霊子機関Orage（オラージュ）F11は、以前のものより大型化している。巴里華撃団・花組に6機が配備された。
日本の光武に比べ、デザインが「性能向上型」であることを意識したスタイリッシュな外見になっている（外見上の相違点は背面にある霊子機関区画の装甲外板を箱形に変更、左右の腰にタービン型コンデンサーの増設、リベットの減少等）。舗装路面の多い巴里での運用を考慮し、脚部に装備したグランドホイールによるローラーダッシュが可能。DC版オープニングでも戦闘中に使用し画期的な高機動を見せている。
劇中にて途中加入するコクリコ、ロベリア、花火の各機は、巴里華撃団の所有する予備機に武器を装備した「だけの」ものであるが、あらかじめ入隊の決まっていたエリカ、グリシーヌ、大神の機体は手持ちの武器に加えて霊子機関のチューンが行われている。
『サクラ大戦3』第1話より登場。大神が初搭乗時に違和感を持たなかったことから、操作性等は光武・改と大差ない様子。カルマールに率いられる強力な敵には力不足が目立つようになり、より高性能かつカスタマイズされた光武F2が開発される。
大神機
乾燥重量：722kg　出力：665hp　武装：大太刀×2
エリカ機
乾燥重量：722kg　出力：556hp　武装：20㎜マシーネンカノン×1
グリシーヌ機
乾燥重量：722kg　出力：650hp　武装：トマホーク×1
コクリコ機
乾燥重量：874kg　出力：600hp　武装：マジカルホーン×2、マジークバトン×1
ロベリア機
乾燥重量：722kg　出力：600hp　武装：シザーハンド×1
花火機
乾燥重量：722kg　出力：600hp　武装：マシンボウガン×1

光武F2（光武F Deuxieme）
光武Fの強化改修型。全高2592mm。肩高2005mm。『サクラ大戦3』、『サクラ大戦4』にて登場。
強力になった敵に対抗するため、シャノワール整備班が帝国華撃団の李紅蘭と協力して完成させた。霊子力エンジンOrageF11.bisを搭載し、装甲に新開発のシルスウス合金を採用。強度を高めると共に軽量化に成功した。紅蘭の開発した追加装備により、各隊員の個性・能力に合わせた外見となり、（『熱き血潮に』を無視すれば）ここで初めて、現在の空中機動を含めた霊子甲冑の戦闘スタイルが確立されたと言える。その戦闘力は光武Fに比べ別物と言える程に向上している。
『サクラ大戦3』第8話から登場。大神機は搭乗者である大神一郎の帰国に際し日本に持ち込まれており、『活動写真』では花やしきで双武の起動実験等に使われていると思われる場面がある。『サクラ大戦4』では副隊長機（プレイヤー選択による）が先行して日本へ輸送され、他の機体はリボルバーカノンにより送り込まれる。
大神機
乾燥重量：1187kg　出力：1013hp　武装：大太刀×2
エリカ機
乾燥重量：1127kg　出力：956hp　武装：20㎜ガトリングアーム×1、7.92㎜機関銃×2
グリシーヌ機
乾燥重量：1218kg　出力：889hp　武装：アッソーアッシュ×1
コクリコ機
乾燥重量：936kg　出力：959hp　武装：マジカルホーン強化タイプ×4、マジークバトン×1
ロベリア機
乾燥重量：918kg　出力：924hp　武装：シザーハンズ×2
花火機
乾燥重量：1042kg　出力：903hp　武装：蒸気弓・鶫（つぐみ）×1

### 紐育華撃団
STAR V（FENICS AT-05）
全高4001mm。搭載重量2215kg。乾燥重量4230kg。出力7800hp。『サクラ大戦V』にて登場。
アメリカ合衆国の組織FENICS（Future　Energy＆Newly　Industrializing　Corporations）が開発、1928年2月に完成し、紐育華撃団・星組に6機が配備された。蒸気併用霊子機関Titan mk.2を搭載（各機体毎に装備に差があるため、上記の数値と異なる場合あり）。
霊子甲冑初の可変戦闘機。航空機として運用することが前提となることから、ある程度の機体強度・耐久性・軽量化が要求されたため、装甲材質には他の霊子甲冑と異なりフォーレンハイト合金が使用されている。光武の技術をフィードバックしているが、直接的にはアイゼンクライトの流れを汲む機体。そのため機体は大型・高出力となり、搭乗者の安全性が向上したこともあって、変形機構を組み込むことも可能となった。また、アメリカ軍の蒸気力兵器と規格を統一することで、運用ノウハウ、技術、資材の流用を可能としている。各隊員毎のカスタマイズは可変戦闘機として運用する都合上、積載重量や空気抵抗、可変シークエンスに関わる可動範囲のクリアランス等の技術的制約もあり、光武系などに比べ控え目な最小限のものに留められている。
開発中「可変シークエンスの最中に腹部装甲が上に跳ね上がることで、操縦区画を中心とした内部構造を敵に露出させる」という致命的な欠点が指摘され、上方への垂直離着陸をやめて「可変時における操縦区画・内部区画への被弾リスク」と「垂直離着陸による燃費の増大」という2つの問題を解決させるためにガウォークによる離着陸をさせるべきだという意見もあったが、設計者（デザイナー）が「ガウォークは格好悪い」という理由から垂直離着陸に固執したため却下されたという話もある。
大河機(フジヤマスター)
全高：4349mm　乾燥重量：4470kg　発動機：Titan mk.2A　出力：7800hp　武装：大太刀×2、小太刀×2
ジェミニ機(ロデオスター)
全高：4034mm　乾燥重量：4510kg　発動機：Titan mk.2A　出力：7800hp　武装：ガンバレル＝ソード×1
サジータ機(ハイウェイスター)
全高：3900mm　乾燥重量：4570kg　発動機：Titan mk.2B　出力：7950hp　武装：シザースチェーン×2
リカ機(シューティングスター)
全高：4001mm　乾燥重量：4730kg　発動機：Titan mk.2B　出力：7850hp　武装：2連装ガンマスター×2
ダイアナ機(サイレントスター)
全高：4252mm　乾燥重量：4660kg　発動機：Titan mk.2C　出力：7620hp　武装：2連装ケミカルランチャー×2
昴機(ランダムスター)
全高：4252mm　乾燥重量：4320kg　発動機：Titan mk.2C　出力：7450〜9000hp　武装：斬鉄扇×2、12.7mm機銃×2

STAR IV（FENICS X-4Si）
後の星組主力機となる可変戦闘機型霊子甲冑「STAR V（FENICS AT-05）」の試作機として開発された。1927年3月完成。
全高4005mm。搭載重量1910kg。乾燥重量4410kg。出力5500hp。蒸気併用霊子機関Titan搭載。
星組隊長（後に副司令）ラチェット・アルタイルが搭乗し、シルバースターと呼称される。試作機のため変形機構は組み込まれていない。ラチェット機はマンハッタン島での戦闘で破損して以来、ラチェットが副司令となったこともあり、しばらく戦闘に参加しなかった。ラチェットをパートナーに選択した場合のみ、安土城での決戦時、大河新次郎隊長を助けるため一時的に前線に復帰する。
STAR X-V（FENICS X-5）
シルバースターと並行して開発された飛行実験用試作機。
全高4520mm。乾燥重量4620kg。出力5050hp。蒸気併用霊子機関Titan Xb搭載。武装なし。
今後の戦闘の主軸が航空戦になるであろうことを見越した米国が、霊子甲冑にも飛行能力を付与する研究のために開発された試作機。この段階では変形機構採用による重量増加、機体強度低下を克服できていなかったため、無変形での飛行が試みられた。
背部に折りたたみ翼、データ収集用のデータロガータンク、機関の出力が小さいため翼の揚力で飛行するので、両膝と脚の間に離着陸用のタイヤを備えている。
その後、新素材開発や蒸気併用霊子機関の出力上昇による諸問題の解決により、可変機構が採用されたSTAR V（FENICS AT-05）が開発されたため、本編には登場しない。

## 無人蒸気甲冑
ヤフキエル、ヤフキエルII
『活動写真』、『サクラ大戦V EPISODE 0』に登場。
アメリカのダグラス・スチュアート社の無人蒸気甲冑。州軍に配備され、一時日本の陸軍に導入されようとしたが失敗している。太正十六年にアメリカ各地で暴走、騎兵隊の活躍により駆除されたものの、野良蒸気として徘徊をしている。重機動型大型蒸気としてヤフキエルIIも登場。

## コラボレーション霊子甲冑
光武X、光武Ω
『スーパーロボット大戦X-Ω』に登場した。作中オリジナル霊子甲冑。
度重なる魔の者による帝都での霊的災害を重く見た賢人機関が発案した、霊子甲冑「光武」の量産化計画を基に、帝国華撃団が秘密裏に開発した試作量産型霊子甲冑。
高い霊力と戦闘技能を持たない人間も搭乗者となれるように設計された。その実現のために、新型蒸気併用霊子機関を動力として搭載し、操縦方式は接触式から熟練の戦士の戦闘記録から作成したモーションデータを搭乗者が選択して使用する形式に変更。また、莫大な費用が掛かる霊子甲冑の量産化を現実のものとするため、Xは大神機、Ωはさくら機の光武二式の予備パーツを使って建造された。
しかし、それを以てしても戦闘力とコスト面の折り合いがつかず、Xが1機、Ωが2機製造された時点で計画は凍結。
その後は起動実験も満足に行われないまま格納庫に置かれていたが、恐竜帝国と堕天翅族の侵攻により帝都壊滅の危機に瀕した際に米田一基が使用を検討。しかし、前記の通り人間を乗せる段階にすらない状態だったが、帝都での戦いで乗機が使えなくなったイヌイ・アサヒ、シャッテ・ジュードヴェステン、イヌイ・ホノカらがリスクを承知で搭乗を志願。アサヒがX、シャッテとホノカがΩに搭乗し、懸念された事故が起きることなく、花組と共に恐竜帝国と堕天翅族を撃退した。